# Stigma (botanica)
In botanica si chiama stigma o stimma la parte del gineceo che riceve il polline durante l'impollinazione.

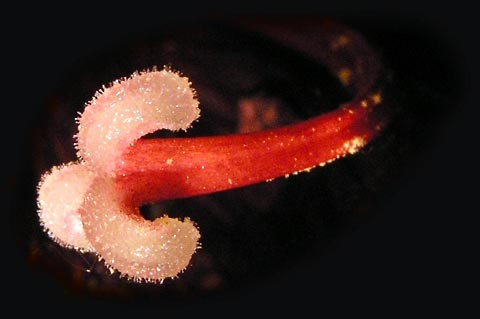
Stilo e stigmi dell'Amaryllis, dove si percepisce la sua tessitura papillosa

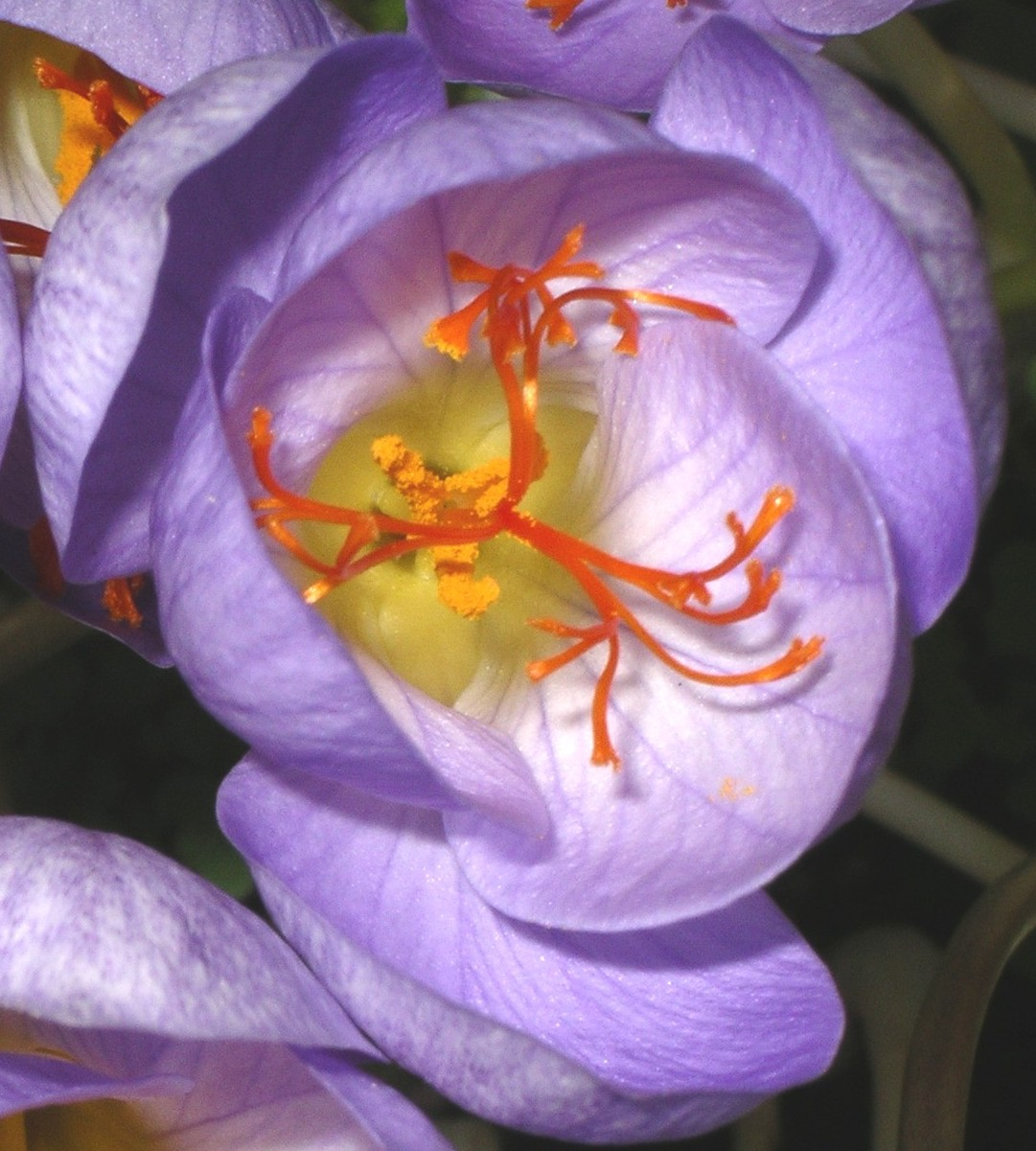
Fiore di zafferano (Crocus sativus), i rami dello stigma e, più sotto, le antere e il polline

## Descrizione

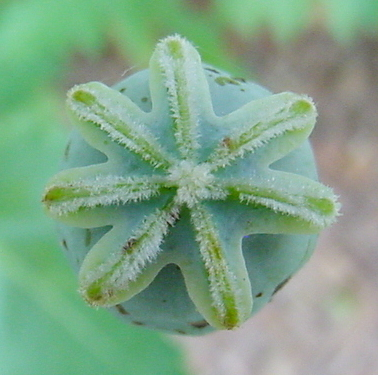
Stigma stellato del papavero dell'oppio (Papaver somniferum)

Sono regioni più o meno estese della superficie dei carpelli (le foglie femminili del fiore), spesso situate all'estremo di un peduncolo chiamato stilo. La sua superficie è generalmente papillosa, dove ogni papilla è una cellula, e bagnata, due tratti che facilitano l'aderenza del polline. Una volta nello stigma, il polline germina, aprendosi e lasciando crescere da esso un tubo pollinico attraverso il quale si spostano il nucleo o nuclei che realizzano la fecondazione dei gameti femminili. Il tubo deve penetrare attraverso il tessuto dello stigma e dello stilo.
Nello zafferano, la parte che viene utilizzata, sono gli stigmi.